# Vincent Cibiel
Pour les articles homonymes, voir Cibiel et Famille Cibiel.
Vincent Cibiel (né le 27 décembre 1797 à Villefranche-de-Rouergue où il est mort le 29 juillet 1871) est un homme politique français.

## Biographie
Négociant à Villefranche, il avait réalisé à la Bourse de grands bénéfices sur les actions de chemin de fer. Participant au groupe Péreire, il était vice-président de la Compagnie générale transatlantique et de la Compagnie immobilière. Cibiel siège au Sous-comptoir des chemins de fer et était membre du Cercle des chemins de fer.
Conseiller général de l'Aveyron, il fut élu, comme candidat du ministère, le 4 novembre 1837, député du 5e collège de l'Aveyron (Villefranche). Il soutint les cabinets Molé et Guizot, et fut réélu : le 2 mars 1839, le 9 juillet 1842 et le 1er août 1846. Jusqu'à la fin du règne, il se montra dévoué à la politique du « juste-milieu » ; il vota l'indemnité Pritchard en 1845 et toutes les propositions gouvernementales.
Gendre de Henry Barbet, il est le père d'Alfred Cibiel, de Marie Lannelongue et de Claire, épouse du comte de Marsay.
Il a habité au no 49 boulevard Cauchoise à Rouen. Il avait acquis le château de la Celle.

## Distinctions
- Chevalier de la Légion d'honneur (1843)[1]

## Sources
- « Vincent Cibiel », dans Adolphe Robert et Gaston Cougny, Dictionnaire des parlementaires français, Edgar Bourloton, 1889-1891 [détail de l’édition]